# Morskie przejście graniczne Międzyzdroje
Morskie przejście graniczne Międzyzdroje – morskie przejście graniczne, przy przystani żeglugi przybrzeżnej na molo w Międzyzdrojach, zlikwidowane w 2007 roku.

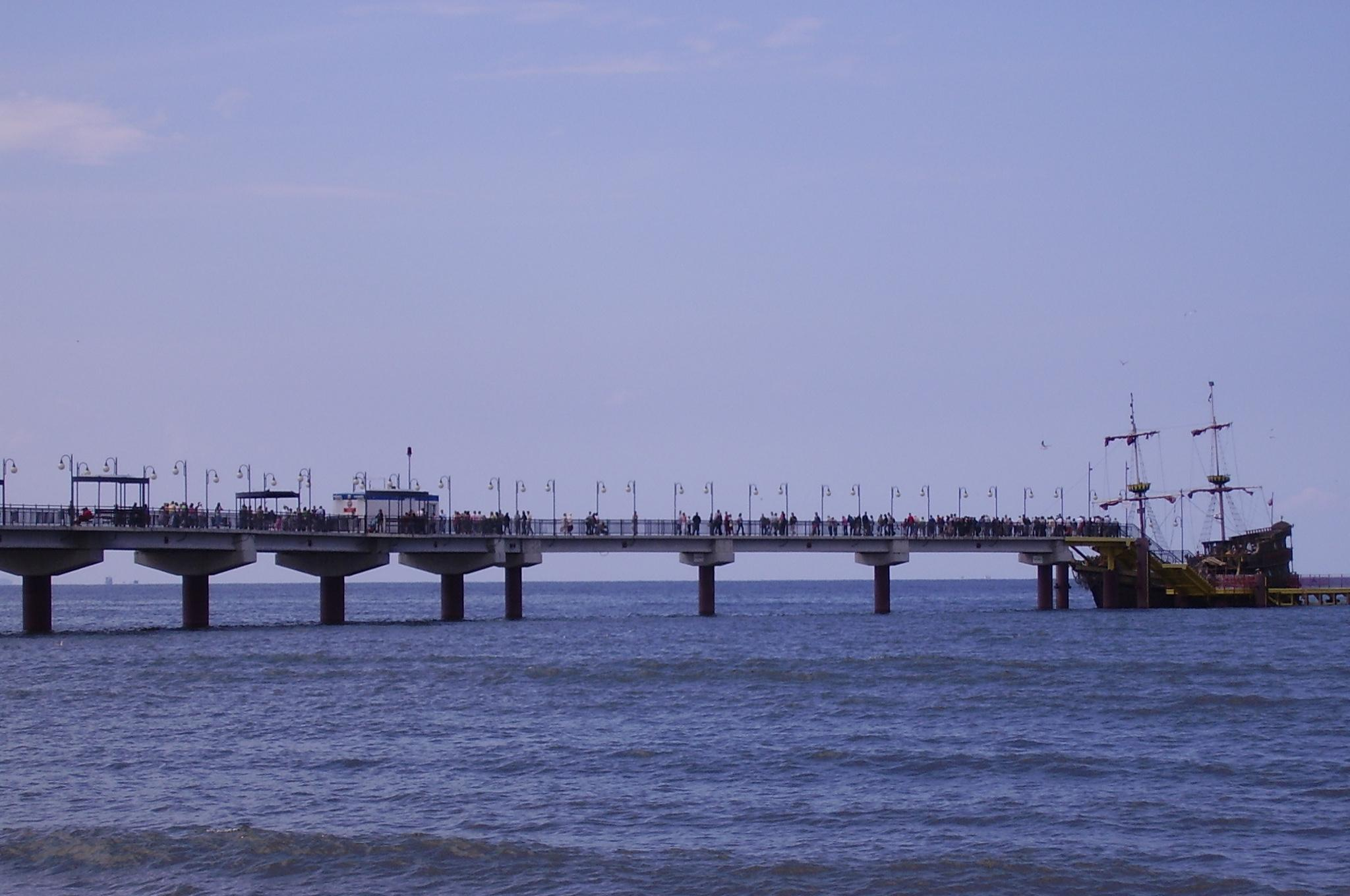
Molo w Międzyzdrojach

Przejście powstało 15 września 2006 roku. Dopuszczony był ruch osobowy obywateli państw członkowskich Unii Europejskiej, państw Europejskiego Obszaru Gospodarczego, Szwajcarii oraz obywateli państw trzecich będących członkami rodzin obywateli państw członkowskich Unii Europejskiej, państw Europejskiego Obszaru Gospodarczego i Szwajcarii, korzystajàcych z prawa do swobodnego przemieszczania się statkami wycieczkowymi odbywającymi rejsy do/z portów usytuowanych w państwach członkowskich Unii Europejskiej lub państwach Europejskiego Obszaru Gospodarczego, zarejestrowanymi w państwach członkowskich Unii Europejskiej, państwach Europejskiego Obszaru Gospodarczego lub w Szwajcarii oraz mały ruch graniczny.
21 grudnia 2007 r. na mocy układu z Schengen przejście zostało zlikwidowane.
Morskie przejście graniczne Międzyzdroje powstało z inicjatywy niemieckiego armatora Adler-Schiffe i władz miasta. Armator w 2005 roku za 2 mln euro rozbudował molo w Międzyzdrojach, wydłużając je ze 120 do 395 m w głąb morza. Na końcu wybudował przystań dla statków turystycznych. W baraku stojącym na końcu mola zainstalowano urządzenia niezbędne do przeprowadzania odpraw. Mimo tego przez cały sezon letni (2006) statki wycieczkowe Adlera, pływając z Międzyzdrojów do Niemiec, musiały zawijać na odprawę graniczną do Świnoujścia
.